# Pallavicinius camisassai
Pallavicinius camisassai là một loài rêu trong họ Pallaviciniaceae. Loài này được Gola mô tả khoa học đầu tiên năm 1914.